# Cantón de Legé
El cantón de Legé era una división administrativa francesa, que estaba situada en el departamento de Loira Atlántico y la región de Países del Loira.

## Composición
El cantón estaba formado por tres comunas:
- Corcoué-sur-Logne
- Legé
- Touvois

## Supresión del cantón de Legé
En aplicación del Decreto nº 2014-243 de 25 de febrero de 2014, el cantón de Legé fue suprimido el 22 de marzo de 2015 y sus 3 comunas pasaron a formar parte del nuevo cantón de Saint-Philbert-de-Grand-Lieu .